# 鄭觀應公立學校 (巴士站)
鄭觀應公立學校（葡萄牙語：Escola Oficial Zheng Guanying）位於澳門台山菜園涌邊街的一個巴士站，新福利9A、16、16S、25B、34、65路線，澳巴18、29路線停靠該站。

## 歷史
- 1990年9月起，本站啟用，16路線總站遷往本站。[1]

- 2008年12月7日起，交通事務局進行第一階段巴士路線重整，其中34路線行程縮短，總站由「媽閣總站」改為本站。[2]

- 2013年3月16月起，25X路線新增停靠本站。[3]

- 2018年2月3日起，25X路線總站改為本站。

- 2018年4月28日起，25B路線的總站遷至「牧場街總站」，9A路線總站由「台山中街」站改為本站。[4]

- 2019年8月17日起，「青洲坊總站」正式營運，本站成為中途站，並更名為「鄭觀應公立學校」。9A、16路線總站改為「牧場街總站」，34路線總站改為「青洲坊總站」。而16路線往牧場街方向的分站更名為「台山平民大廈」。[5]

- 2021年1月4日起，10X、16S路線新增停靠本站。[6]

- 2021年11月27日起，18路線新增停靠本站。[7]

- 2022年7月23日至8月7日，27S、59S路線臨時開設，新增停靠本站。[8][9]

- 2023年12月2日起，配合輕軌媽閣站即將啟用，5AX路線編號更改為65路線，新增停靠本站。[10]

- 2024年6月1日起，10X路線與原29路線合併，29路線新增停靠本站。[11]

## 路線資料
| 新福利 | 9A  | 青茂                    | ↺ 旅遊塔                         | - 看台街 - 三角花園 - 提督馬路（賈梅士商業中心） - 高士德（紅街市、賈伯樂） - 得勝花園 - 塔石體育館 - 水坑尾及八角亭 - 亞馬喇前地 - 南灣（新八佰伴、南灣湖、立法會前地）                                                                                |              |
| 新福利 | 16  | 牧場街                  | ↺ 下環街市                       | - 關閘馬路 - 提督馬路（賈梅士商業中心） - 沙梨頭（水上街市、海邊新街） - 十六浦 - 河邊新街（粵通碼頭、司打口） |              |
| 新福利 | 16S | 牧場街                  | ↺ 媽閣 輕軌媽閣站 媽閣交通樞紐   | - 關閘馬路 - 提督馬路（賈梅士商業中心） - 沙梨頭（水上街市、海邊新街） - 十六浦 - 河邊新街（粵通碼頭、司打口、下環） | 16路線特班車 |
| 澳巴   | 18  | 牧場街                  | 媽閣 輕軌媽閣站 （媽閣交通樞紐） | - 祐漢（永定街、祐漢街市） - 黑沙環（黑沙環公園、廣華、東華） - 新雅馬路（濠江、鮑思高） - 二龍喉公園 - 得勝花園 - 塔石體育館 - 水坑尾 - 南灣（新八佰伴、南灣湖） - 旅遊塔 - 西灣（燒灰爐） - 風順堂區（亞婆井前地、港務局大樓、海事及水務局） - 媽閣廟 |              |
| 新福利 | 25B | 橫琴澳方口岸 輕軌橫琴站 | 關閘 關閘總站                    | |              |
| 澳巴   | 29  | ↺ 青洲 青翠花園         | 城市日前地                       | - 祐漢 - 黑沙環（龍園、望廈、飛通大廈、水塘） - 外港碼頭 - 金蓮花廣場及大賽車博物館 - 萬龍酒店及理工大學 - 羅里基（東方拱門、治安警察局） - 葡京酒店 - 城市日大馬路（凱旋門、永利、美高梅）                                                             |              |
| 新福利 | 34  | 青洲坊                  | 海洋花園                         | - 祐漢（看台街、祐漢街市、麗華大廈） - 黑沙環（龍園、望廈、海濱、保利達） - 海灣花園及氹仔墳場 - 湖畔公園 - 氹仔舊城區（龍環葡韻、官也街、地堡街） - 澳門運動場 - 賽馬會及柯維納馬路（ 輕軌馬會站） - 氹仔海濱花園（ 輕軌海洋站）                       |              |
| 新福利 | 65  | 牧場街                  | ↺ 司打口                         | - 台山（華大新村） - 提督馬路（賈梅士商業中心） - 高士德 - 羅理基（馬六甲街停車場） - 城市日大馬路（凱旋門、永利、美高梅） - 旅遊塔 - 媽閣碼頭（ 輕軌媽閣站） - 河邊新街（凱泉灣）                                                                      |              |

## 爭議
- 台山坊會指，自34路線的總站移往本站，導致巴士增多。公共巴士和霸佔巴士專用停車位的車輛，停車時通常沒有關掉引擎，車輛發出的噪音和排出的尾氣，影響附近居民的生活和健康。[12]

## 鄰近公共運輸站
M5 街總社區服務大樓（União G. Das Associações dos Moradores）
路線：9、25B
M8 巴波沙大馬路（Av. Artur de Tamagnini Barbosa）
路線：1、3、9、9A、10、25、27、29、34、65、101X、N1A
M23 青茂／白朗古（Qingmao / Gen. Castelo Branco）
路線：9A
M285 台山平民大廈（Moradias Económicas da Tamagnini Barbosa）
路線：16、16S

## 圖片集

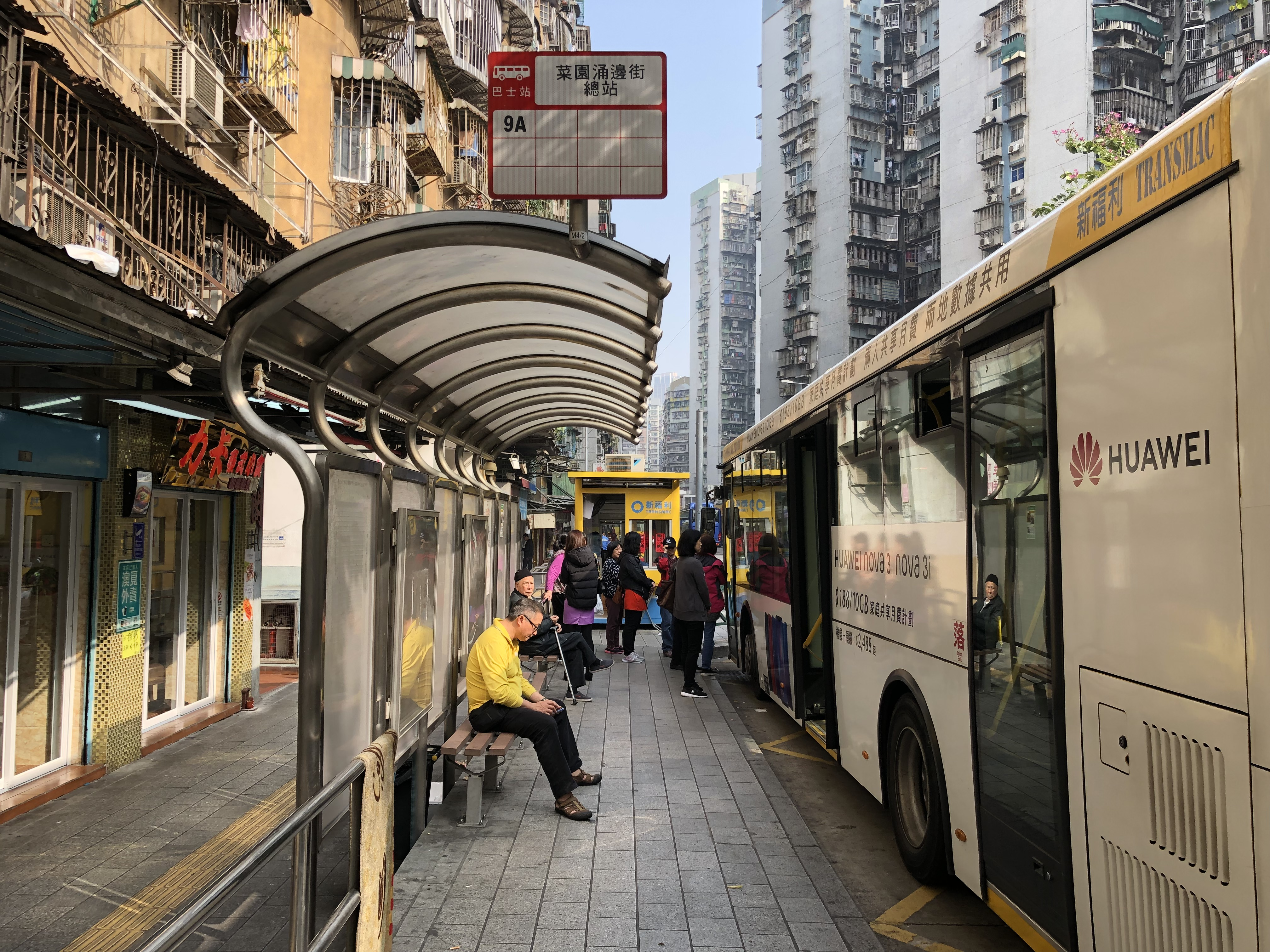
菜園涌邊街總站 （2019年8月17日前）
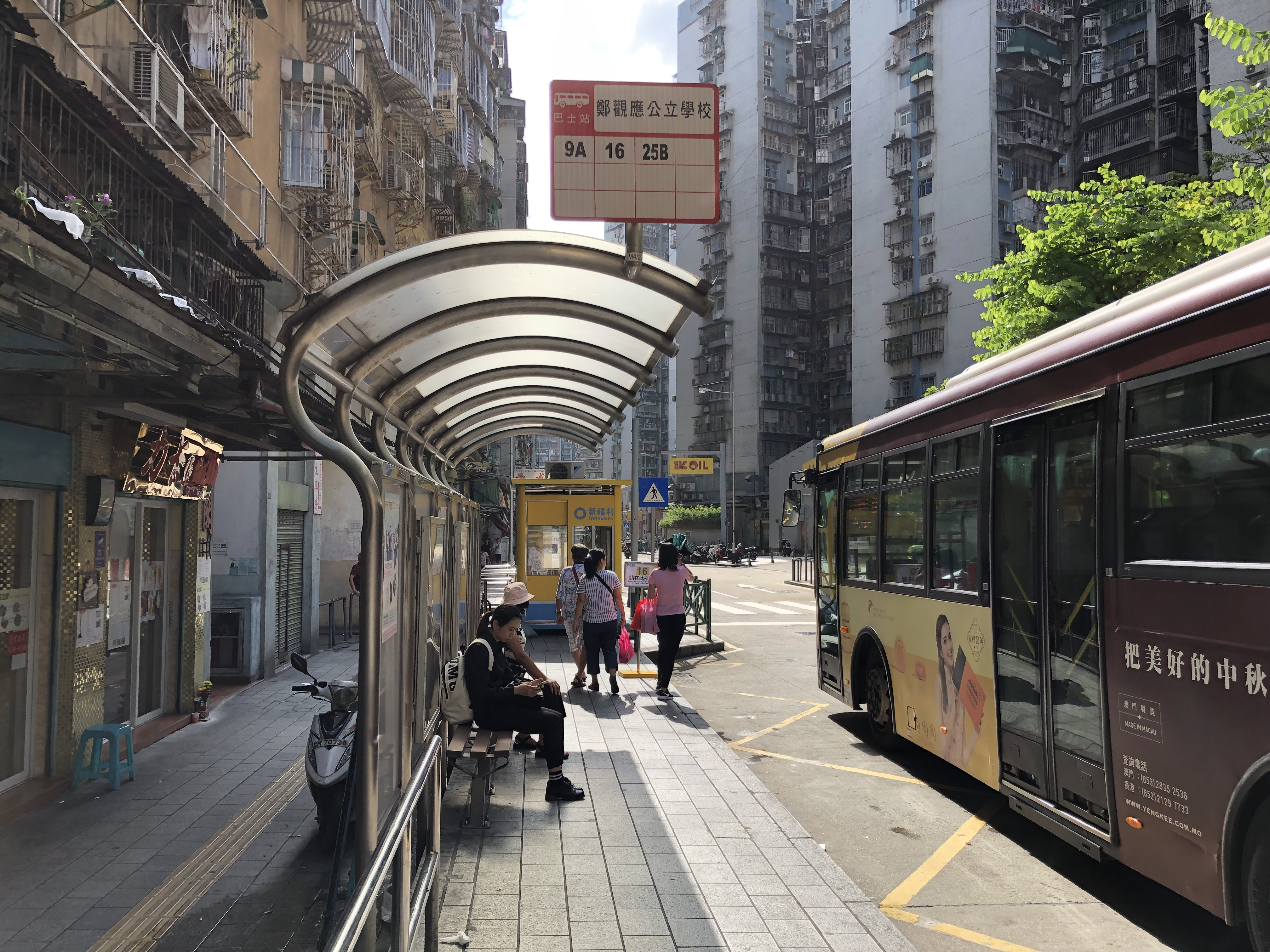
鄭觀應公立學校 （2019年8月17日後）

## 外部連結
- 新福利官方網站 （繁體中文） （页面存档备份，存于）
- 澳巴官方網站 （繁體中文） （页面存档备份，存于）